# May Blood
Pour les articles homonymes, voir Blood.
May Blood (née le 26 mai 1938 à Belfast et morte le 21 octobre 2022), est une femme politique britannique, membre de la Chambre des lords, où elle est pair travailliste du 31 juillet 1999 au 4 septembre 2018.

## Biographie

### Jeunesse et carrière
May Blood est née à Belfast le 26 mai 1938 et vit à Magnetic Street, un quartier intercommunautaire de Belfast, avec sa mère et sa sœur. Son père travaille dans un chantier naval, mais pendant les six premières années de la vie de Blood, son père est parti à l'armée. Sa mère travaille comme cuisinière à la fonderie Mackies. Blood fréquente l'école primaire de l'église méthodiste de Donegall Road et continue à l'école secondaire Linfield sur Sandy Row.
Après avoir quitté l'école à 14 ans, elle commence à travailler dans une usine de lin locale. Blood rejoint le Syndicat des transports et des travailleurs généraux très peu de temps après avoir commencé à l'usine et continue à traiter des questions de santé et de sécurité, telles que les longues heures de travail, ainsi que les salaires. Elle reste à l'usine jusqu'à sa fermeture en 1989 et pendant ce temps, elle devient déléguée syndicale et est élue au comité régional du Syndicat des travailleurs des transports et des autres travailleurs.
En 1989, elle est travailleuse communautaire sur un projet pour les hommes au chômage de longue durée. Elle travaille avec le Great Shankill Early Years Project en tant qu'agent d'information de 1994 à 1998 où elle aide à établir trois centres communautaires dans la région de Shankill et en tant que présidente pour la petite enfance (Befast) de 2000 à 2009,. Elle est présidente du comité d'Irlande du Nord de Barnardo de 2000 à 2009 .
En janvier 2013, Blood reçoit le Grassroot Diplomat Initiative Award dans la catégorie Social Driver pour sa campagne inlassable pour l'éducation intégrée en Irlande du Nord, où elle contribue à collecter plus de 15 millions de livres sterling. En 2007, elle a publié son autobiographie, Watch my Lips, I'm Speaking.

### Carrière politique
La carrière politique de May Blood commence dans les années 1990 alors qu'elle participe au niveau local au processus de paix et aide à créer la Coalition des femmes d'Irlande du Nord en 1996, où elle est choisie pour être la directrice de campagne du parti.
En 1995, elle est faite membre de l'ordre de l'Empire britannique pour son action de syndicaliste.
Elle est créée pair à vie comme baronne Blood, de Blackwatertown dans le comté d'Armagh le 31 juillet 1999. Elle est la première femme d'Irlande du Nord à recevoir une pairie à vie.
Lors des élections de mai 2016 à l'Assemblée d'Irlande du Nord elle lance un appel aux électeurs pour qu'ils votent pour les membres du Parti travailliste d'Irlande du Nord se présentant comme candidats au nom du Comité de représentation de l'Irlande du Nord. Le Parti travailliste (Royaume-Uni) n'est pas un parti politique enregistré en Irlande du Nord et ses membres ne sont pas autorisés à se présenter aux élections en tant que candidats travaillistes officiels.
Elle prend sa retraite de la Chambre des lords le 4 septembre 2018.